# Un canto a Galicia
Singles de Julio Iglesias
En un rincón del desván
(1971) Por una mujer
(1972)
Un canto a Galicia est une chanson écrite, composée et interprétée par le chanteur espagnol Julio Iglesias, sortie en novembre 1971 et incluse sur son album homonyme l'année suivante.
C'est le premier grand succès international de Julio Iglesias, atteignant notamment la première place des hit-parades dans plusieurs pays, dont les Pays-Bas et la Belgique, et rencontre également le succès au Mexique et au Japon. En France, le 45 tours s'est écoulé à plus de 200 000 exemplaires.

## Thème et versions
Enregistrée en galicien, la chanson traite de l'amour du chanteur pour la région espagnole de Galice, lieu de naissance de son père Julio Iglesias Puga (es), en l'honneur duquel la chanson est écrite,.
Elle est également enregistrée en 1972 par le chanteur en espagnol, sous le même titre, en italien (Un canto alla vita) et en allemand sous le titre de Wenn ein Schiff vorüberfährt. La version allemande atteint la 6e place en Allemagne de l'Ouest en 1972. Une version française enregistrée par le chanteur, intitulée Un chant à Galicia, est parue sur son album En français... de 2004.

## Liste des titres
| A. | Un canto a Galicia      | 4:10 |
| B. | Como el álamo al camino | 3:45 |

| A. | Un canto a Galicia | 3:58 |
| B. | Por una mujer      | 4:50 |

## Crédits
- Julio Iglesias – chant, paroles, musique
- Alfonso Trulls – photographie
- Vicente Ibáñez – photographie
- Benito Lauret – arrangements, direction musicale

Crédits adaptés des notes de la pochette,.

## Classements
| Classement (1972–73)                    | Meilleure position |
| --------------------------------------- | ------------------ |
| Allemagne de l'Ouest (Media Control)    | 12                 |
| Belgique (Flandre Ultratop 50 Singles)  | 1                  |
| Belgique (Wallonie Ultratop 50 Singles) | 1                  |
| Espagne (AFE)                           | 14                 |
| France (SNEP)                           | 13                 |
| Pays-Bas (Nederlandse Top 40)           | 1                  |
| Pays-Bas (Nationale Hitparade)          | 1                  |
| Portugal (Billboard)                    | 3                  |
| Turquie (Hey Top 40)                    | 14                 |

| Classement (1972)              | Position |
| ------------------------------ | -------- |
| Belgique (Flandre Ultratop)    | 1        |
| France (SNEP)                  | 58       |
| Pays-Bas (Nederlandse Top 40)  | 1        |
| Pays-Bas (Nationale Hitparade) | 3        |